# Дајмондејл (Мичиген)
Дајмондејл (енгл. Dimondale) град је у америчкој савезној држави Мичиген.

## Демографија
По попису из 2010. године број становника је 1.234, што је 108 (-8,0%) становника мање него 2000. године.
| Група             | 2000.         | 2010.         |
| Белци             | 1.267 (94,4%) | 1.125 (91,2%) |
| Афроамериканци    | 10 (0,7%)     | 9 (0,7%)      |
| Азијати           | 2 (0,1%)      | 10 (0,8%)     |
| Хиспаноамериканци | 39 (2,9%)     | 50 (4,1%)     |
| Укупно            | 1.342         | 1.234         |